# Dreiecksbein

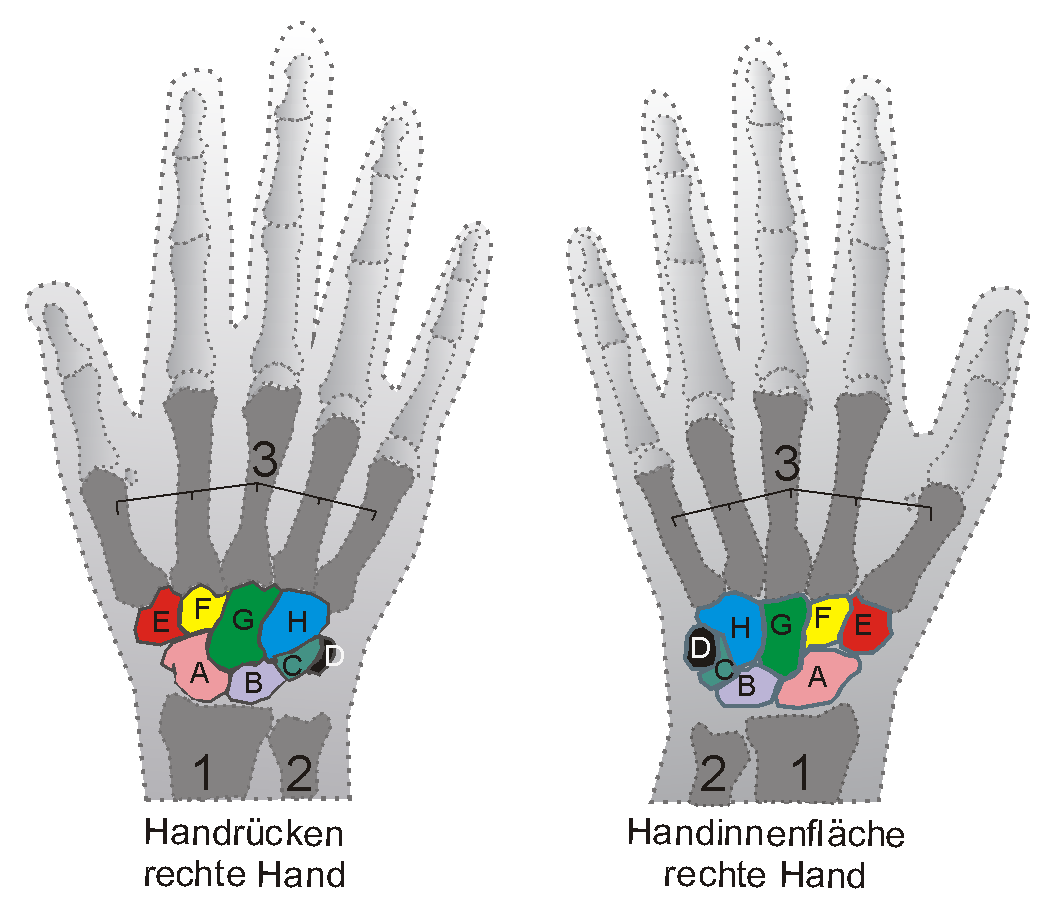

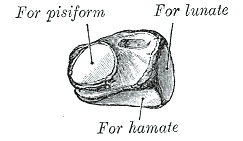
Zeichnung des linken Dreiecksbeines mit Darstellung der Gelenkflächen

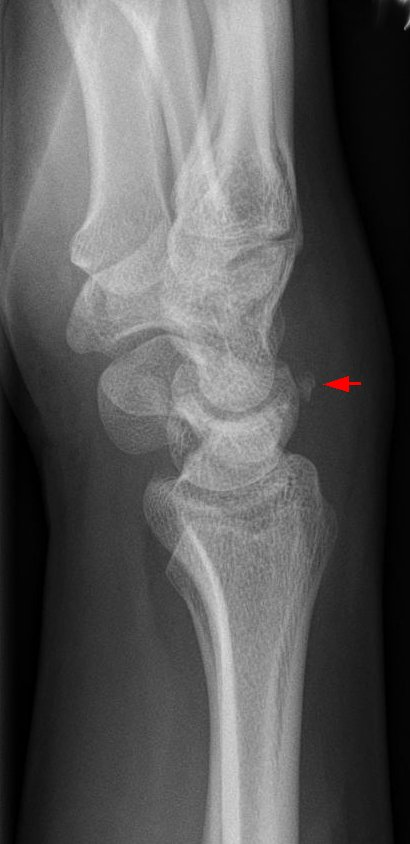
Typisches seitliches Röntgenbild eines kleinen Ausbruchs aus dem Os triquetrum nach dorsal (Pfeil). Man erkennt auch die deutliche Schwellung des Weichteils über der Fraktur.

Das annähernd pyramidenförmige Dreiecksbein (lat. Os triquetrum oder Os carpi ulnare, frz. Os pyramidal) ist einer der acht Handwurzelknochen und gehört der körpernahen (proximalen) Reihe dieser kurzen Knochen an.
Seine Spitze (Apex ossis triquetri) ist zur Mitte gerichtet (medial) und die Basis befindet sich seitlich (lateral). Diese bildet eine gelenkige Verbindung mit dem Mondbein (Os lunatum). Körpernah (proximal) steht das Dreiecksbein mit der Gelenkscheibe (Discus articularis) und körperfern (distal) mit dem Hakenbein (Os hamatum) in Verbindung. An der Handinnenfläche (palmar) befindet sich eine kleine Gelenkfläche für das Erbsenbein (Os pisiforme).

## Traumatologie
Knochenbrüche des Dreiecksbeins sind selten, das Dreiecksbein ist aber nach dem Kahnbein am zweithäufigsten von allen Handwurzelknochen betroffen. Oft sind die Brüche auf Standard-Röntgenaufnahmen der Hand nicht zu erkennen, weshalb bei entsprechendem Verdacht die Diagnose durch eine Computertomographie erfolgt. 90 % aller Brüche sind dorsale Ausriss- oder Absplitterungsbrüche mit einem kleinen wenig dislozierten Knochensplitter, ausgelöst entweder durch einen Bandausriss des komplexen dorsalen Handgelenksbandapparates oder durch Impaktion des Processus styloidues der Elle und des Hakenbeins. Weitere Bruchformen sind eine palmare Ausrissfraktur und Frakturen, die durch den Körper gehen. Während die Ausriss- oder Absplitterungsbrüche in der Regel mit einer vier- bis sechswöchigen Gipsruhigstellung ausheilen, kann es bei den Körperbrüchen selten notwendig sein, diese chirurgisch zu reponieren und durch eine Schrauben-Osteosynthese zu fixieren.